# Borelova pokrývací věta
Nechť {\displaystyle {a,b}} je uzavřený interval a {\displaystyle \{U_{i};i\in I\}} je systém otevřených intervalů splňujících {\displaystyle [a,b]\subset \cup _{i\in I}U_{i}}. Pak existuje konečná množina {\displaystyle J\subset I} tak, že {\displaystyle [a,b]\subset \cup _{j\in J}U_{j}}.